# El Vallecillo
El Vallecillo (aragónul Val Longuiello) település Spanyolországban, Teruel tartományban. El Vallecillo Albarracín és Zafrilla községekkel határos. Lakosainak száma 37 fő (2024).

## Népesség
A település népessége az utóbbi években az alábbiak szerint változott:
| Lakosok száma | 62   | 60   | 54   | 45   | 54   | 50   | 49   | 47   | 41   | 37   |
|               | 2001 | 2004 | 2007 | 2009 | 2012 | 2014 | 2017 | 2019 | 2022 | 2024 |